# Grand Prix de la Ville de Rennes 1999
Il Grand Prix de la Ville de Rennes 1999, ventunesima edizione della corsa e valida come evento UCI categoria 1.4, fu disputata il 4 aprile 1999 su un percorso di 193,5 km. Fu vinto dall'olandese Max van Heeswijk che terminò la gara in 4h15'17", alla media di 45,47 km/h.

## Ordine d'arrivo (Top 10)
| Pos. | Corridore          | Squadra         | Tempo    |
| ---- | ------------------ | --------------- | -------- |
| 1    | Max van Heeswijk   | Mapei           | 4h15'17" |
| 2    | Pascal Chanteur    | Casino          | a 2"     |
| 3    | Cristian Moreni    | Liquigas        | s.t.     |
| 4    | Marc Streel        | Home-J. & J.    | s.t.     |
| 5    | Frédéric Delalande | Crédit Agricole | s.t.     |
| 6    | Michael Blaudzun   | Home-J. & J.    | a 10"    |
| 7    | Bruno Boscardin    | Post Swiss      | a 35"    |
| 8    | Daniele Contrini   | Liquigas        | s.t.     |
| 9    | François Simon     | Crédit Agricole | s.t.     |
| 10   | Thierry Gouvenou   | BigMat          | s.t.     |